# Issoria darwini
Issoria darwini är en fjärilsart som beskrevs av Otto Staudinger 1899. Issoria darwini ingår i släktet Issoria och familjen praktfjärilar. Inga underarter finns listade i Catalogue of Life.